# Nessuno è colpevole
Nessuno è colpevole (1941) è un romanzo di Giorgio Scerbanenco. È il terzo romanzo del ciclo di Arthur Jelling, il singolare funzionario della polizia di Boston creato da Scerbanenco.

## Trama
Al distretto di polizia di Boston si presenta il signor Funt che dichiara di aver sparato al proprio amico durante una battuta di caccia. 
Jelling ed il suo superiore riescono subito a sventare il tentativo di Funt nel far sembrare un incidente la morte di Ted Farr e raccolgono la confessione di omicidio premeditato ed intenzionale.
Tutti sono portati a valutare la semplicità del caso di fronte al reo confesso, che rischia la pena di morte. Ma l'intuizione porta Jelling a seguire una propria indagine solitaria e caparbia.

## Edizioni
- Nessuno è colpevole, in Supergiallo n.9, Milano, Arnoldo Mondadori Editore, 1941. - Collana Gialli Italiani Mondadori n.10, 1977.
- Nessuno è colpevole, a cura di Roberto Pirani, Collana La memoria n.788, Palermo, Sellerio, 2009,  p. 252, ISBN 88-389-2388-4.
- Nessuno è colpevole, Prefazione di Cecilia Scerbanenco, Collana Oceani, Milano, La nave di Teseo, 2021, ISBN 978-88-346-0721-3.